# جورج جونستون ألمان
جورج جونستون ألمان (بالإنجليزية: George Johnston Allman)‏ هو رياضياتي أيرلندي، ولد في 28 سبتمبر 1824 في دبلن في جمهورية أيرلندا، وتوفي بنفس المكان في 9 مايو 1904.